# Стефан Тихчев
Стефан Тихчев е български журналист и кандидат-член на Централния комитет на Българската комунистическа партия.

## Биография
Роден е на 10 май 1929 г. във Видин. През 1954 г. завършва ВИИ „Карл Маркс“. От 1958 до 1962 г. е последователно литературен сътрудник и заместник отговорен секретар на в. „Народна младеж“. През 1963 г. започва работа като кореспондент на Българска телеграфна агенция в Москва. В периода 13 декември 1969 – 1 януари 1981 г. е заместник главен директор на БТА, а от 1 януари 1981 до 18 май 1982 г. е първи заместник главен редактор. Между 17 май 1982 и 20 януари 1986 г. е председател на Комитета за телевизия и радио към Комитета за култура (директор на БНТ). От 4 април 1981 до 5 април 1986 г. е кандидат-член на ЦК на БКП. Същият период е заместник завеждащ отдел „Деловодство“ при ЦК на БКП. Умира на 26 септември 2011 г. в София.

## Ордени и медали
- „Кирил и Методий“ втора степен (1972),
- „Народна република България“ втора степен (1979) по повод 50-ата годишнина от рождението му;
- „Народна република България“ първа степен (1989) по повод 60-ата годишнина от рождението му.